# David Terans
Miguel David Terans Pérez (ur. 11 sierpnia 1994 w Montevideo) – urugwajski piłkarz występujący na pozycji ofensywnego pomocnika lub cofniętego napastnika, reprezentant Urugwaju, od 2024 roku zawodnik brazylijskiego Fluminense.